# Alnön
Alnön est une île de Suède dans le golfe de Botnie.

## Géographie
Située en face de Sundsvall, elle s'étend sur 15 km de longueur et 6 km de largeur. Elle est reliée au continent par un pont long de 1 042 m, qui fut le plus grand pont de Suède, de son ouverture en 1964 jusqu'en 1972.

### Villages
- Vi (4997 hab.)
- Ankarsvik (956 hab.)
- Gustavsberg (249 hab.)
- Hartungviken (245 hab.)
- Hovid (225 hab.)
- Hörningsholm (178 hab.)
- Röde och Båräng (193 hab.)

## Histoire
Les premières habitations datent de l'âge des Vikings comme en témoignent les tumuli de l'île. La vieille église située à proximité du pont moderne date du XIIe siècle.
La population de l'île a fortement augmenté au cours du XIXe siècle à la suite du développement des scieries à vapeur. Ainsi de 850 habitants vivant d'agriculture et de pêche en 1850, la population est passée en 1900 à plus de 7 000 avec la création de 1860 à 1897 de dix-huit scieries.

## Géologie
Alnön a subi il y a 570 millions d'années une importante éruption volcanique. La partie Nord de l'île est riche en carbonate et en carbonatite. Sa composition chimique est très différente de la roche granitique ordinaire qui forme le reste de l'île, ce qui explique la présence d'un certain nombre de minéraux inhabituels, comme la borengite, la baryte et l'aegirine.
La roche la plus connue de l'île est l'alnoite qui tient son nom d'elle, un lamprophyre composé de biotite ou de phlogopite et de mélilite. Sont aussi présents l'olivine, la calcite, le clinopyroxène, la pérovskite, l'apatite, la néphéline et le grenat. Des diamants ont été trouvés également, mais en très petites quantités. 

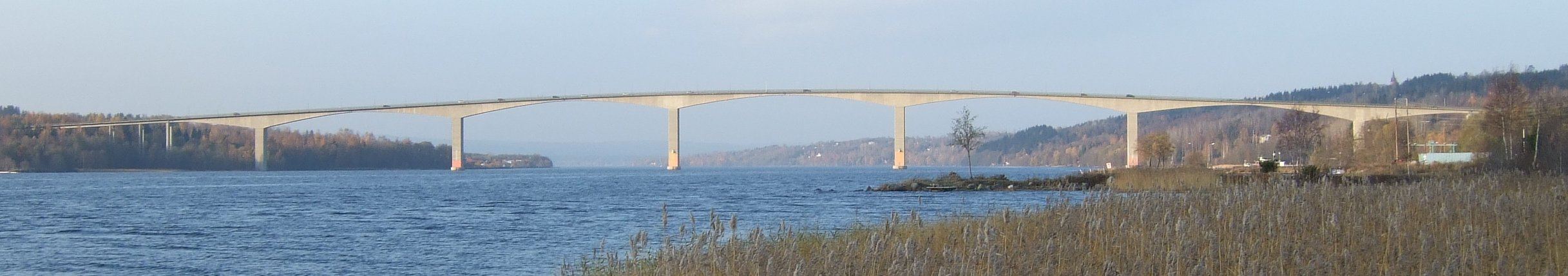
Le pont d'Alnön